# Stiftskirche (Darmstadt)

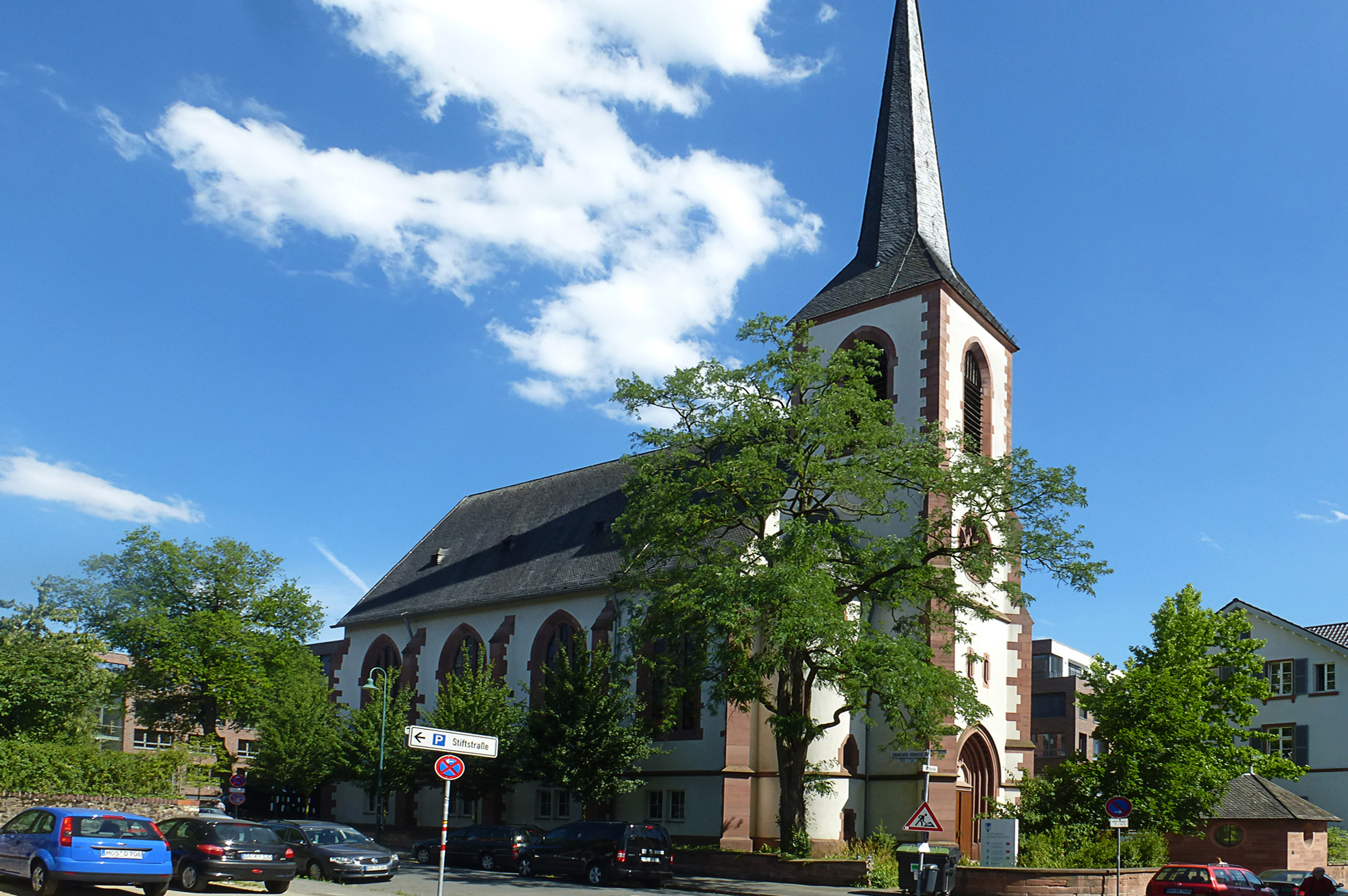
Stiftskirche in Darmstadt, von Norden gesehen

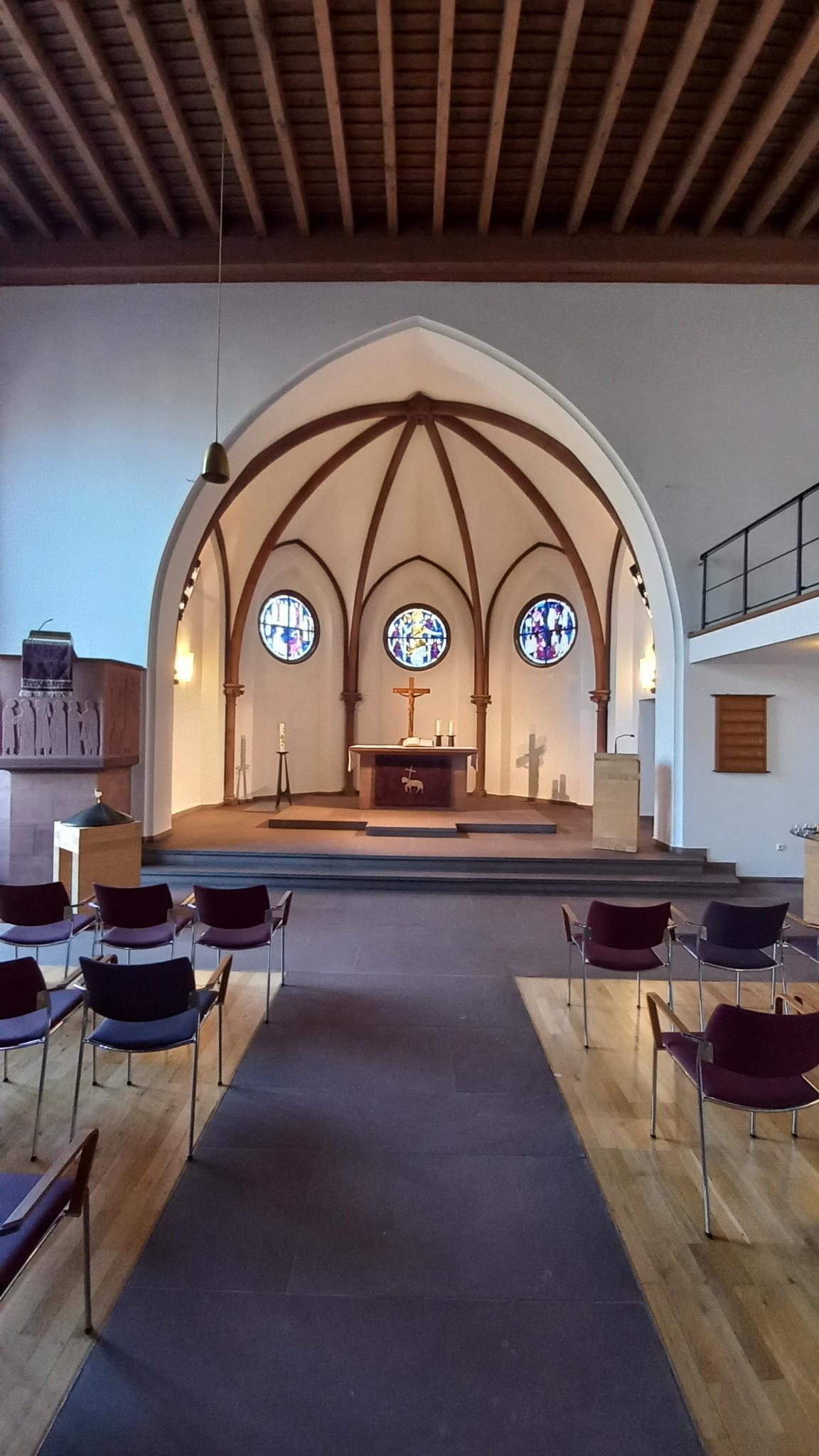
Innenraum der Stiftskirche, Blick zum Altarraum

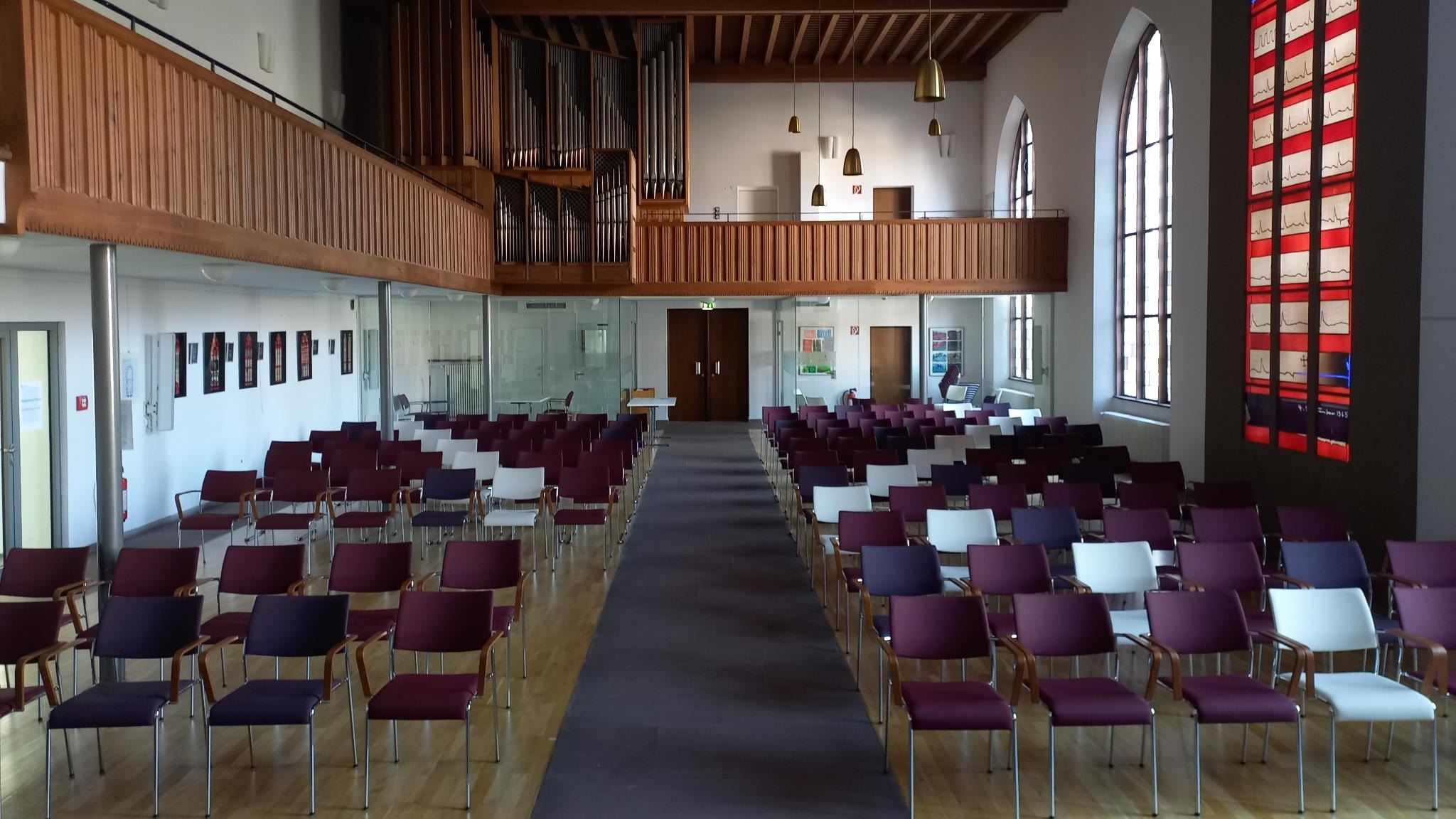
Innenraum, Blick zur Orgel, rechts das Schreiter-Fenster

Die Stiftskirche ist eine evangelische Kirche in Darmstadt.

## Geschichte
Die Stiftskirche wurde von 1892 bis 1893 auf dem Areal des Elisabethenstifts gebaut, im heutigen Stadtteil Darmstadt-Ost. Architekt war der großherzoglich hessische Baubeamte Reinhard Klingelhöffer (1851–1935). Er entwarf eine dem Zeitgeist des Historismus entsprechende, in gemäßigter Neugotik ausgeführte, einschiffige Saalkirche.
Im Jahr 1938 wurde die Stiftskirche nach Empfehlungen des Architekten und Darmstädter Hochschullehrers Heinrich Walbe renoviert, der nebenamtlich Kirchenbaumeister der evangelischen Landeskirche von Hessen war. Ein Großteil des neugotischen Gebälkschmucks wurde damals entfernt und der Innenraum hell angestrichen.
Bei einem Luftangriff im September 1944 wurde die Stiftskirche bis auf die Umfassungsmauern und den Turm zerstört. Von 1954 bis 1958 erfolgte der Wiederaufbau der Kirche unter der Leitung des Architekten und Hochschullehrers Karl Gruber. Wesentliches Merkmal des Wiederaufbaus und Umbaus war die Anhebung des Fußbodens auf die Ebene der ehemaligen Empore, sodass darunter ein Raum in gleicher Größe gewonnen wurde, der als Fest- und Versammlungssaal genutzt wird. Die Kirchenfenster wurden bis auf die Rosettenfenster zugemauert, um unangenehmes Gegenlicht in Höhe der Kanzel zu vermeiden. Die Farbverglasungen der Rosettenfenster entstanden nach Entwürfen des Künstlers Helmuth Uhrig.
Im Jahr 1996 kam ein weiteres Bildfenster von Johannes Schreiter hinzu.

## Denkmalschutz
Die Stiftskirche ist ein typisches Beispiel für die gemäßigte Neugotik im späten 19. Jahrhundert in Darmstadt. Aus architektonischen, baukünstlerischen und stadtgeschichtlichen Gründen steht die Kirche als Kulturdenkmal unter Denkmalschutz.